# Hrabstwo Jefferson (Nebraska)
Hrabstwo Jefferson (ang. Jefferson County) – hrabstwo w stanie Nebraska w Stanach Zjednoczonych. Obszar całkowity hrabstwa obejmuje powierzchnię 575,67 mil2 (1 490,99 km²). Według danych z 2010 r. hrabstwo miało 7 547 mieszkańców. Hrabstwo powstało 26 stycznia 1856 roku i nosi imię Tomasza Jeffersona - trzeciego prezydenta Stanów Zjednoczonych.

## Sąsiednie hrabstwa
- Hrabstwo Saline (północ)
- Hrabstwo Gage (wschód)
- Hrabstwo Washington (Kansas) (południe)
- Hrabstwo Republic (Kansas) (południowy zachód)
- Hrabstwo Thayer (zachód)
- Hrabstwo Fillmore (północny zachód)

## Miasta
- Fairbury

## Wioski
- Daykin
- Diller
- Endicott
- Harbine
- Jansen
- Plymouth
- Reynolds
- Steele City